# Русский Сарс
Русский Сарс — село в составе Октябрьского городского округа в Пермском крае.

## Географическое положение
Село расположено в южной части округа примерно в 33 километрах на юг по прямой от поселка Октябрьский.

## Климат
Климат характеризуется как умеренно континентальный, с холодной продолжительной снежной зимой и коротким тёплым летом. Среднегодовая температура воздуха — +0,3 °C. Средняя температура воздуха самого холодного месяца (января) — −16,3 °C (абсолютный минимум — −49 °C); самого тёплого месяца (июля) — +16,5 °C (абсолютный максимум — +37 °C). Среднегодовое количество осадков составляет около 600 миллиметров, из которых большая часть выпадает в тёплый период. Снежный покров держится в течение 160—170 дней.

## История
Село известно с 1800 года как деревня, название по местной речке. Селом стало в первой половине XIX века после постройки каменной церкви Покрова Пресвятой Богородицы (ныне действует), иногда отмечалось как село Сарсы. В советское время здесь существовал колхоз «Серп и Молот», работали машинотракторная станция и маслозавод. Село до 2020 года было центром Русско-Сарсинского сельского поселения Октябрьского района. После упразднения обоих муниципальных образований входит в состав Октябрьского городского округа.

## Население
Постоянное население составляло 674 человек в 2002 году (94 % русские), 460 человек в 2010 году.